# Копистирин (заказник)
Кописти́рин — ботанічний заказник місцевого значення. Оголошений відповідно до Рішення облвиконкому № 263 від 25.10.1990 р. Охороняється унікальний водно-болотний комплекс з угрупованнями популяції латаття білого.
Територія є заплавою р. Мурафа (Притоки Дністра) зі ставком. У травостої переважають такі види рослин, як оман високий, калюжниця звичайна, будра плющевидна, гірчак перцевий, жовтець їдкий, конюшина лучна, м'ята водяна, перстач гусячий, подорожник ланцетовидний, ряска мала, хвощ болотяний, осока звичайна, рогіз широколистий тощо. На ставі зростає велика кількість латаття білого. Територія служить місцем гніздування навколоводних птахів.